# 文理情报短期大学
文理情报短期大学（日语：／ Bunri Jōhō Tankidaigaku *），简称文理短大（ぶんりたんだい），是过去一所位于日本埼玉县狭山市的私立短期大学。

## 概要

### 简介
- 学校最早可以追溯到1966年[1]。短期大学为于1988年开办[1]、由学校法人文理佐藤学园经营、招生到于1998年、正式停办于2001年3月30日[2]。

### 历史
- 1988年 文理情报短期大学成立并同时设置经营信息学科[注 1]。
- 1998年 招生最后。
- 2001年 今年3月30日正式停办。

## 学校环境
- 校区：在埼玉县狭山市了

## 历任校长
- 杉二郎：第一代短期大学校长[3]。
- 稻田献一[4]
- 佐藤英树：最后短期大学校长[4]

## 组织

### 学科
- 经营信息学科[注 1]

### 专科
- 没有

### 业余课程
- 没有

## 相关链接
- 日本短期大学列表